# Штёбер, Август
Август Даниэль Эренфрид Штёбер (9 июля 1808, Страсбург — 19 марта 1884, Мюлуз) — эльзасско-германский писатель

, поэт, литературовед и издатель.

## Биография
С юности писал стихи, получил протестантское богословское образование, во время Июльской революции служил в Национальной гвардии. С 1838 по 1841 год он работал учителем в школе для девочек в Обербронне, с 1841 до 1873 год в Мюлузе (Мюльгаузене), после чего вышел в отставку. Позже был консерватором местного исторического музея, в основании которого он принимал деятельное участие. Подобно отцу, Эренфриду Штёберу, много содействовал сохранению и поддержанию немецкого духа в Эльзасе. Свои произведения писал на эльзасском диалекте, много занимался изучением истории литературы родного края. В 1838 году совместно с братом Адольфом основал журнал Erwinia. В 1864 году стал академиком Французской академии наук, в 1878 году — почётным доктором философского факультета Страсбургского университета.
Основные произведения: «Alsabilder» (с братом Адольфом Штёбером, Страсбург, 1836), «Gedichte» (там же, 1842; 2-е издание, Базель, 1873), «Oberrheinisches Sagenbuch», Gedichte (Страсбург, 1842), «Elsässisches Volksbuchlein» (там же, 1842; 2-е издание, Мюльгаузен, 1859), «Der Dichter Lenz und Friederike von Sesenheim» (Базель, 1842), «Geschichte der schönen Litteratur der Deutschen» (Страсбург, 1843), «Briefe an der Vetter Lienhard von Gradaus dem jungern» (там же, 1848), «Die Sagen der Elsasses» (Санкт-Галлен, 1852;2-е издание, Страсбург, 1892—1896); «Der Aktuar Salzmann, Goethes Freund und Tischgenosse» (Мюльгаузен, 1855); «Zur Geschichte des Volksaberglaubens im XVI Jahrhundert» (Базель, 1856); «Chr. Fr. Pfeffel» (там же, 1859); «E. Firobe (ein Feierabend) im e Sundgauer Wirtshaus», народные сцены в двух отделениях (музыка Гейбергера, Мюльгаузен, 1865; 2-е издание, 1868); «Jörg Wickram, Volksschriftsteller und Stifter der Kolmarer Meistersängerschule» (там же, 1866); «Aus alten Zeiten. Allerlei über Land und Leute im Elsass» (2-е издание, там же, 1872); «Erzählungen, Märchen, Humoresken etc.» (там же, 1873); «Drei-Aehren» — стихотворения (там же, 1873; 2 издание, 1877); «J. S. Röderer und seine Freunde» (2-е изд., Кольмар, 1874).
Он издавал также «Elsässische Neujahrsblätter» (с Отте, Страсбург, 1843—1848), «Erwinia», беллетристический еженедельник (там же, 1838—1839), и «Alsatia», ежегодник по эльзасской истории и так далее (Мюльгаузен, 1850—1875), к которым после смерти Штёбера был прибавлен ещё один том под заглавием «Neue Alsatia» (там же, 1885).